# Никола Кънев
Никола Димитров Кънев е български юрист, журналист и политик от Демократическата партия.

## Биография
Никола Кънев е роден в 1866 година или в 1868 година в град Брацигово. Къневи са брациговска фамилия, изселила се в края на XVIII век от костурското село Омотско. В 1890 година завършва право в Екс ан Прованс, Франция, след което е председател на окръжните съдилища в Бургас и Варна. През 1897 година става адвокат във Варна, а две години по-късно – редактор на вестник „Подтик“. В периода 1899 – 1910 година е отговорен редактор на вестник „Известник“ във Варна, през 1910 година става редактор на вестник „Боева скала“.
От 1899 година до края на живота си Кънев е член на Демократическата партия. През 1906 година става член на Върховния партиен съвет, неколкократно е общински съветник, председател на Общинския съвет във Варна. Той е народен представител и подпредседател на XIV обикновено народно събрание (1908 – 1911). Вносител е на законопроекта за електрификация на град Варна.
Кънев е активист на Варненското македоно-одринско дружество на Македоно-одринската организация.
Умира на 12 юли 1922 година във Варна.
Негов син е инженерът Боян Кънев (1895 - 1968), негов внук е режисьорът Никола Кънев, а правнук е политикът Радан Кънев (р. 1975).